# Yamatane-Kunstmuseum

Hayami Gyoshū:
Tanz in den Flammen

Das Yamatane-Kunstmuseum (japanisch 山種美術館, Yamatane Bijutsukan) ist ein privates Museum für Bildende Kunst in Tokio mit dem Schwerpunkt Nihonga.

## Übersicht
Das Yamatane-Museum geht auf den Wertpapierhändler Yamazaki Taneji (山崎 種二; 1893–1983) zurück. Yamazaki war befreundet mit Yokoyama Taikan, sammelte Kunst der Nihonga-Richtung, wobei er auch eine Wertsteigerung erwartete. 1966 machte er seine Sammlung der Öffentlichkeit unter dem damaligen Firmennamen Yamatane zugänglich. Die Sammlung wurde zunächst in der Nähe des Firmensitzes im Banken-Viertel Kabutochō gezeigt. Seit 2007 befindet die Sammlung sich in Hiroo im Stadtbezirk Shibuya, wo sie leichter zugänglich ist. Die Sammlung besitzt bedeutende Werke japanischer Malerei der Meiji-, Taishō- und Shōwa-Zeit (Takeuchi Seihō, Uemura Shōen, Murakami Kagaku, Yokoyama Taikan, Okumura Togyū).
Besonders umfangreich ist die Sammlung von Werken des früh verstorbenen Hayami Gyoshū. Das Museum konnte 1976 aus der Ataka-Sammlung 105 Bilder erwarben, so dass es nun insgesamt 120 Werke des Künstlers besitzt, darunter die beiden hier gezeigten, „Tanz in den Flammen“ (炎舞, Embu) und „Berühmte Kamelie, die Blüten verlierend“ (名樹散椿, Meiju chiritsubaki). Beide sind als Wichtiges Kulturgut Japans registriert.
Aber auch Werke aus der Edo-Zeit befinden sich dort, wie z. B. der Wandschirm des späten Malers der Rimpa-Schule, Sakai Hōitsu.

## Bedeutende Werke

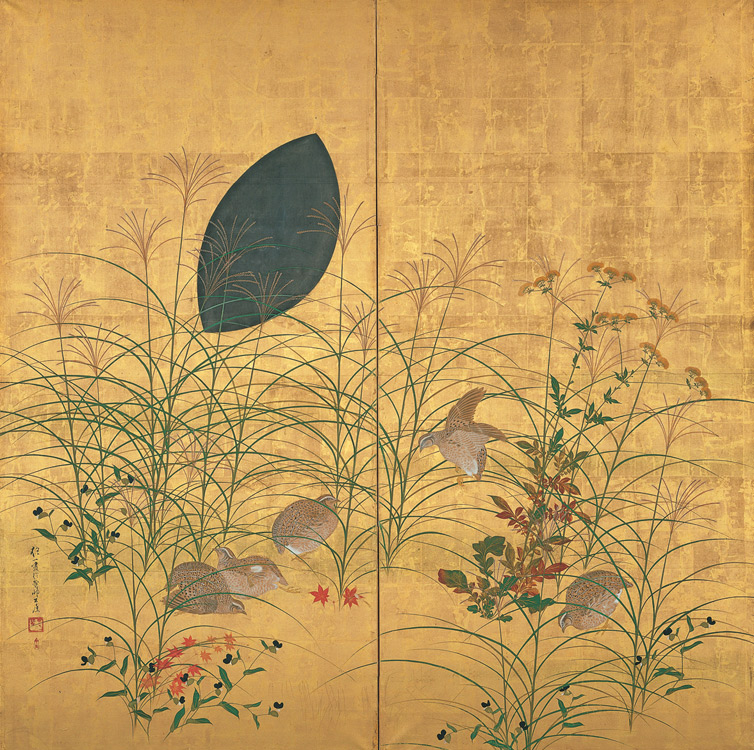
Sakai: Gräser, Wachteln und Herbstmond vor 1828
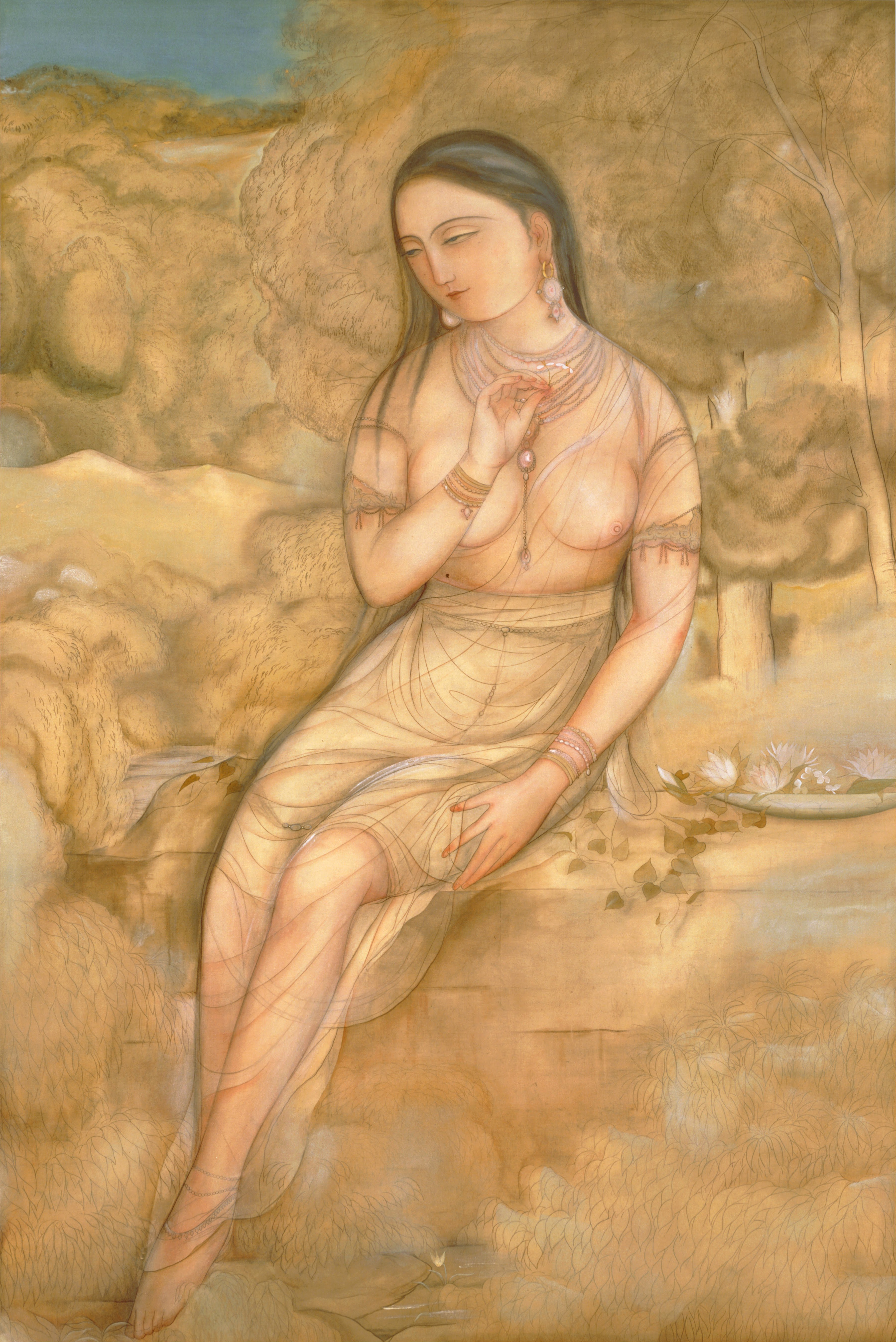
Murakami: Akt 1920
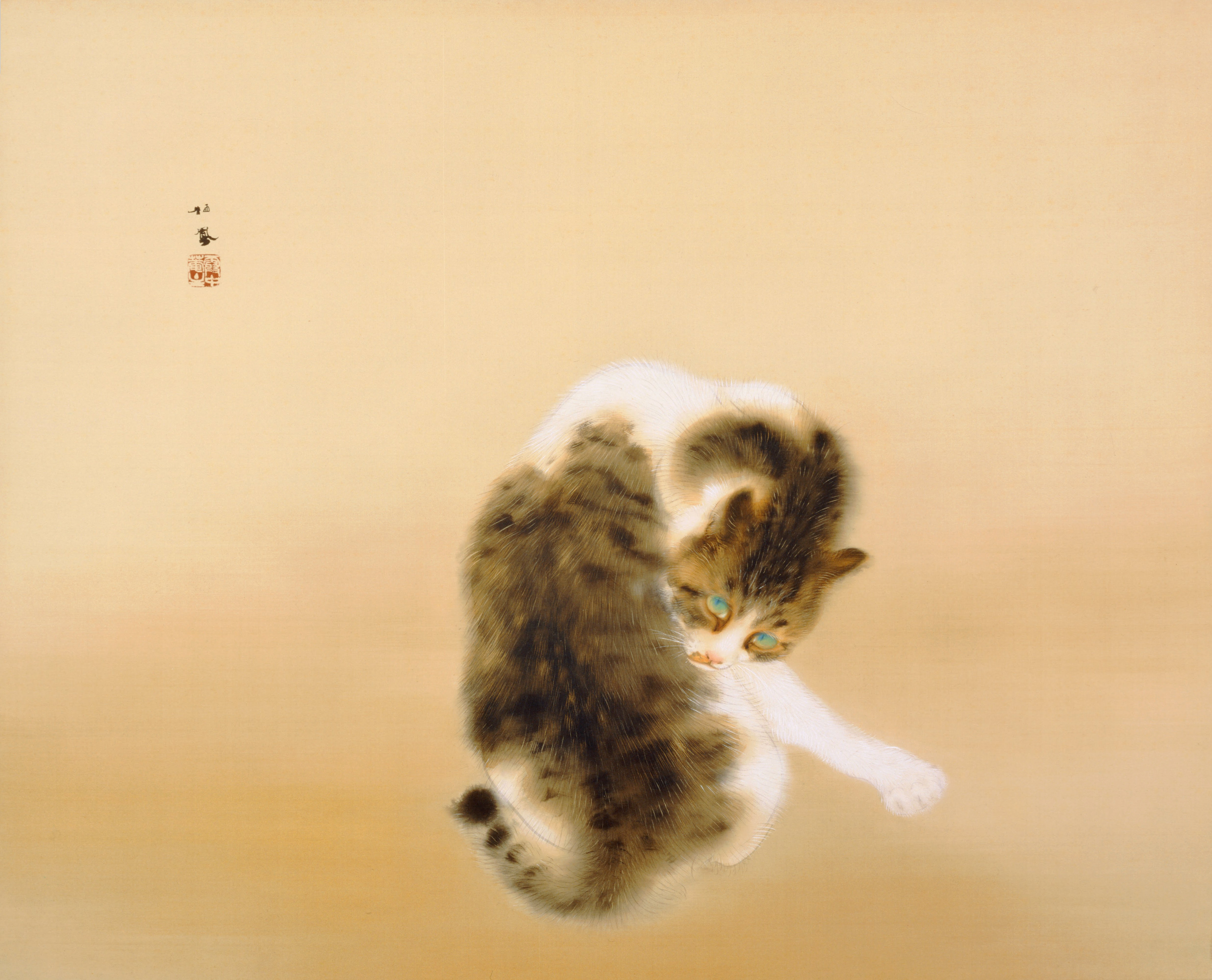
Takeuchi: Gefleckte Katze 1924
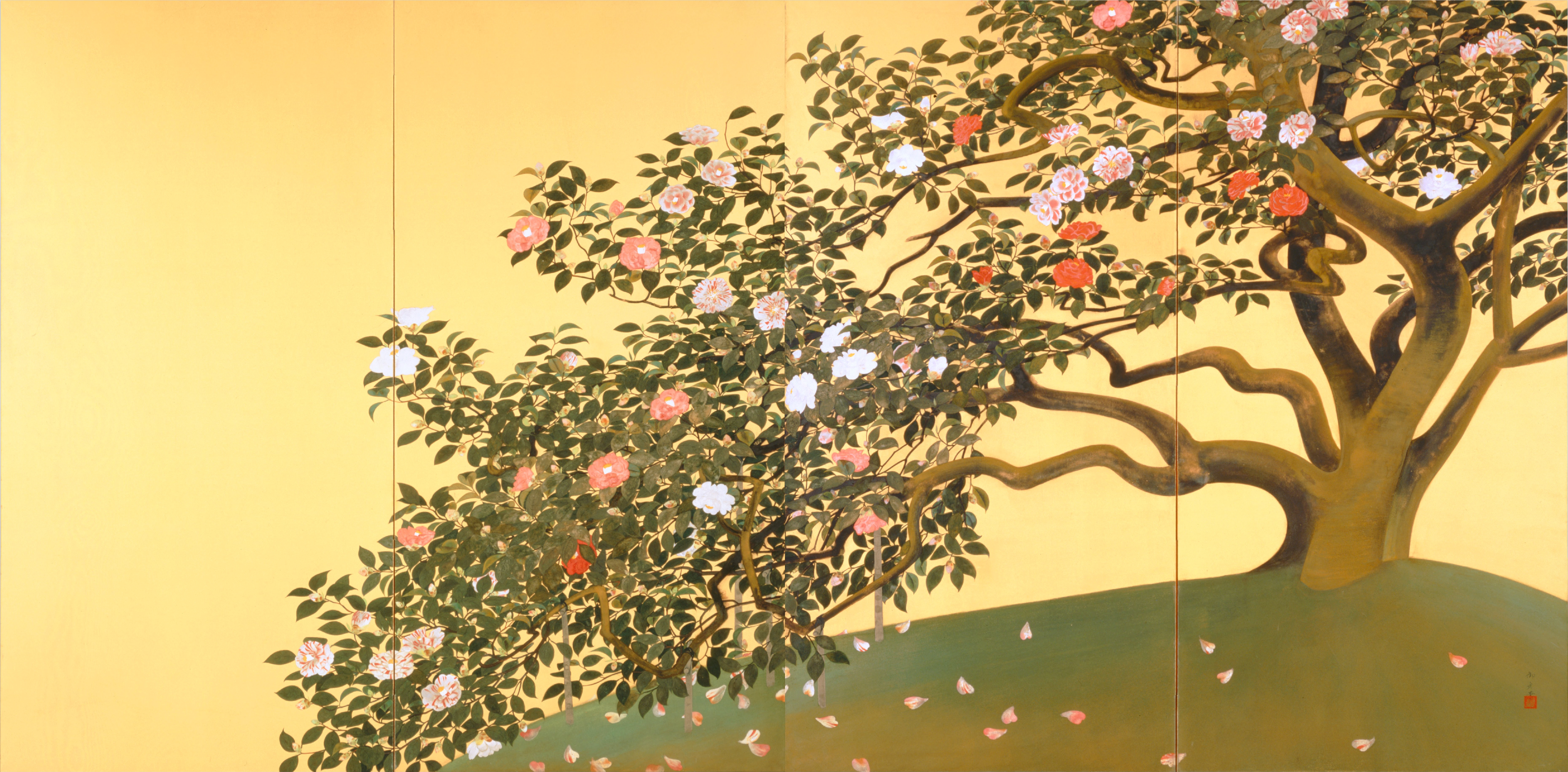
Hayami: Kamelie 1929